# 和田薫 (実業家)
和田 薫（わだ かおる、1898年2月8日 - 1968年2月13日）は、京阪神急行電鉄（阪急）の7代目社長、阪急ブレーブスのオーナー。「阪急中興の祖」と評される。

## 経歴
奈良県十津川村生まれだが、幼くして愛知県に移住した。1915年愛知県立第一中学校を卒業、阪神急行電鉄に入社した。
入社後は阪急生みの親・小林一三のバックアップに支えられ、経理部長、常務、専務を経て、1951年に太田垣士郎の後を継いで社長に就任した。
就任後は、1957年の阪急創業50周年を見据え、輸送力強化・サービス向上を目的に、梅田 - 十三間の「神戸・宝塚・京都線3複線化工事」を計画（私鉄としての3複線化は同社が初）、1年7ヶ月の工期の末に見事完成させた。
旧帝国大学出身者の役員登用が多い大手私鉄において、旧制中学の最終学歴で現在の阪急の基礎を築き上げた功績は賞賛に値するといえよう。
1961年（昭和36年）5月には神戸電気鉄道（現・神戸電鉄）2代目会長に就任。
阪急以外にも、日本航空取締役、新日本放送取締役、関西経済連合会理事、経団連理事、関西学院大学役員等を務めた。
1960年に交通功労者として運輸大臣賞、1961年藍綬褒章、1967年建設大臣表彰を受けた。
1968年2月逝去。因縁ともいうべきか、後継の小林米三社長も翌年同月、社長在任のまま不帰の客となっている。